# Haruka Tomatsu
Haruka Tomatsu (jap. 戸松 遥 Tomatsu Haruka; ur. 4 lutego 1990 w Ichinomiyi) – japońska seiyū i piosenkarka, związana z Sony Music Entertainment Japan. Dwukrotna zwyciężczyni Seiyū Awards.

## Role
Ważniejsze role w anime:
- Moetan – Sumi Kuroi
- Shinkyoku Sōkai Polyphonica – Corticarte Apa Lagranges
- Kannagi: Crazy Shrine Maidens – Nagi
- Kemeko Deluxe! – M.M. (Mei Mishima)
- Kyōran Kazoku Nikki – Chika Midarezaki
- To LOVE-Ru – Lala Satarin Debirūku
- Zettai Karen Children – Shiho Sannomiya
- Kidō Senshi Gundam 00 – Mileina Vashti
- Asura Cryin’ – Misao Minakami
- Basquash! – Rouge
- Cross Game – Aoba Tsukishima
- GA – Geijutsuka Art Design Class – Kisaragi Yamaguchi
- Nyan Koi! – Kotone Kirishima
- Asu no Yoichi! – Ayame Ikaruga
- Sora no Manimani – Hime Makita
- Toaru majutsu no Index – Kinuho Wannai
- Asobi ni Iku yo! – Manami Kinjou
- Ichiban Ushiro no Daimaou – Eiko Teruya
- Inazuma 11 – Fuyuka Kudō
- Mitsudomoe – Hitoha Marui
- Otome Yōkai Zakuro – Byakuroku
- Shiki – Megumi Shimizu
- Tatakau Shisho – Noloty Malche
- Ano hi mita hana no namae o bokutachi wa mada shiranai. – Naruko Anjō
- Beelzebub – Yuka Hanazawa
- C – The Money of Soul and Possibility Control – Msyu
- Hanasaku Iroha – Yuina Wakura
- The Idolmaster – Ai Hidaka
- Softenni – Yayoi Hiragishi/Uzuki Hiragishi
- Ano Natsu de Matteru – Ichika Takatsuki
- Binbō-gami ga! – Ranmaru Rindo
- Magi – Morgiana
- Mouretsu Pirates – Gruier Serenity
- Tonari no kaibutsu-kun – Shizuku Mizutani
- Sword Art Online – Asuna
- Kakumeiki Valvrave – Saki Rukino
- Kami Nomi zo Shiru Sekai – Lune
- Coppelion – Ibara Naruse
- Yozakura Quartet – Tōka Kishi
- Samurai Flamenco – Mari Maya
- Happiness Charge Pretty Cure! – Iona Hikawa/Cure Fortune
- Sakura Trick – Haruka Takayama
- Madan no Ō to Vanadis – Eleonora Viltaria
- Pretty Rhythm Rainbow Live – Bell Renjōji
- Darling in the Franxx – Zero Two (002)
- Violet Evergarden – Iris Cannary

## Albumy
- Rainbow Road (2010)[4]
- Sunny Side Story (2013)[4]

## Nagrody
- Nagroda Seiyū (2013) w kategorii: najlepsza aktorka głosowa drugoplanowa za rolę Rindou Ranmaru w anime Binbō-gami ga![5]
- Nagroda Seiyū (2015) w kategorii: nagroda Synergy[6]